# Paderne de Allariz
Paderne de Allariz è un comune spagnolo di 1 667 abitanti situato nella comunità autonoma della Galizia.